# Число Кнудсена
Число Кнудсена ({\displaystyle \mathrm {Kn} }) (англ. Knudsen number; нім. Knudsen-Zahl f) — один з критеріїв подібності руху розріджених газів, безрозмірнісне відношення середньої довжини вільного пробігу молекул газу {\displaystyle \lambda } до характерного лінійного розміру {\displaystyle l} області поширення процесу:
{\displaystyle \mathrm {Kn} ={\frac {\lambda }{l}},}
Чисельна величина {\displaystyle \mathrm {Kn} } характеризує ступінь розрідженості газового потоку. Якщо {\displaystyle \mathrm {Kn} \gg 1} (теоретично при {\displaystyle \mathrm {Kn} \rightarrow \infty }), то аеродинамічні характеристики тіл, які обтікає розріджений газ, можна розраховувати, не розглядаючи зіткнень молекул між собою, а враховуючи лише удари молекул об тверду поверхню (вільна молекулярна течія). Практично такі методи стають застосовними і використовуються вже при {\displaystyle \mathrm {Kn} =1}. Якщо {\displaystyle \mathrm {Kn} \ll 1} (теоретично — при {\displaystyle \mathrm {Kn} \rightarrow 0}), справедливе основне припущення гідроаеромеханіки про суцільність середовища і при розрахунку течії можна користуватися рівняннями Ейлера або рівняннями Нав'є — Стокса з відповідними граничними умовами.
Число назване в честь данського фізика Мартіна Кнудсена (дан. Martin Knudsen).